# Arctic Monkeys/Diskografie
Diese Diskografie ist eine Übersicht über die musikalischen Werke der englischen Indie-Rock-Band Arctic Monkeys. Den Quellenangaben und Schallplattenauszeichnungen zufolge hat sie bisher mehr als 79,1 Millionen Tonträger verkauft, davon alleine in ihrer Heimat über 39,2 Millionen. Ihre erfolgreichste Veröffentlichung ist die Single Do I Wanna Know? mit über 12,5 Millionen verkauften Einheiten.

## Alben

### Studioalben
| Jahr | Titel Musiklabel                                                   | Höchstplatzierung, Gesamtwochen, AuszeichnungChartplatzierungen (Jahr, Titel, Musiklabel, Platzierungen, Wochen, Auszeichnungen, Anmerkungen) | Höchstplatzierung, Gesamtwochen, AuszeichnungChartplatzierungen (Jahr, Titel, Musiklabel, Platzierungen, Wochen, Auszeichnungen, Anmerkungen) | Höchstplatzierung, Gesamtwochen, AuszeichnungChartplatzierungen (Jahr, Titel, Musiklabel, Platzierungen, Wochen, Auszeichnungen, Anmerkungen) | Höchstplatzierung, Gesamtwochen, AuszeichnungChartplatzierungen (Jahr, Titel, Musiklabel, Platzierungen, Wochen, Auszeichnungen, Anmerkungen) | Höchstplatzierung, Gesamtwochen, AuszeichnungChartplatzierungen (Jahr, Titel, Musiklabel, Platzierungen, Wochen, Auszeichnungen, Anmerkungen) | Anmerkungen                                                   |
| Jahr | Titel Musiklabel                                                   | DE | AT | CH | UK | US | Anmerkungen                                                   |
| ---- | ------------------------------------------------------------------ | --- | --- | --- | --- | --- | ------------------------------------------------------------- |
| 2006 | Whatever People Say I Am, That’s What I’m Not Domino Records (EMI) | DE20 (11 Wo.)DE | AT23 (8 Wo.)AT | CH16 (10 Wo.)CH | UK1 ×8Achtfachplatin · (… Wo.)UK | US24 Platin · (19 Wo.)US | Erstveröffentlichung: 23. Januar 2006 Verkäufe: + 3.765.000   |
| 2007 | Favourite Worst Nightmare Domino Records (EMI)                     | DE2 (9 Wo.)DE | AT6 (8 Wo.)AT | CH6 (14 Wo.)CH | UK1 ×4Vierfachplatin · (122 Wo.)UK | US7 (8 Wo.)US | Erstveröffentlichung: 23. April 2007 Verkäufe: + 1.440.000    |
| 2009 | Humbug Domino Records (EMI)                                        | DE4 (6 Wo.)DE | AT7 (5 Wo.)AT | CH7 (6 Wo.)CH | UK1 Platin · (24 Wo.)UK | US15 (6 Wo.)US | Erstveröffentlichung: 21. August 2009 Verkäufe: + 486.000     |
| 2011 | Suck It and See Domino Records (EMI)                               | DE10 (6 Wo.)DE | AT12 (5 Wo.)AT | CH8 (9 Wo.)CH | UK1 Platin · (37 Wo.)UK | US14 (2 Wo.)US | Erstveröffentlichung: 6. Juni 2011 Verkäufe: + 450.000        |
| 2013 | AM Domino Records (EMI)                                            | DE3 (… Wo.)DE | AT2 (… Wo.)AT | CH2 (… Wo.)CH | UK1 ×7Siebenfachplatin · (… Wo.)UK | US6 ×4Vierfachplatin · (… Wo.)US | Erstveröffentlichung: 6. September 2013 Verkäufe: + 7.292.500 |
| 2018 | Tranquility Base Hotel & Casino Domino Records (EMI)               | DE4 (5 Wo.)DE | AT3 (4 Wo.)AT | CH1 (7 Wo.)CH | UK1 Gold · (24 Wo.)UK | US8 (3 Wo.)US | Erstveröffentlichung: 11. Mai 2018 Verkäufe: + 247.000        |
| 2022 | The Car Domino Records (EMI)                                       | DE5 (4 Wo.)DE | AT3 (4 Wo.)AT | CH3 (4 Wo.)CH | UK2 Gold · (13 Wo.)UK | US6 (1 Wo.)US | Erstveröffentlichung: 21. Oktober 2022 Verkäufe: + 100.000    |

### Livealben
| Jahr | Titel Musiklabel                                   | Höchstplatzierung, Gesamtwochen, AuszeichnungChartplatzierungen (Jahr, Titel, Musiklabel, Platzierungen, Wochen, Auszeichnungen, Anmerkungen) | Höchstplatzierung, Gesamtwochen, AuszeichnungChartplatzierungen (Jahr, Titel, Musiklabel, Platzierungen, Wochen, Auszeichnungen, Anmerkungen) | Höchstplatzierung, Gesamtwochen, AuszeichnungChartplatzierungen (Jahr, Titel, Musiklabel, Platzierungen, Wochen, Auszeichnungen, Anmerkungen) | Höchstplatzierung, Gesamtwochen, AuszeichnungChartplatzierungen (Jahr, Titel, Musiklabel, Platzierungen, Wochen, Auszeichnungen, Anmerkungen) | Höchstplatzierung, Gesamtwochen, AuszeichnungChartplatzierungen (Jahr, Titel, Musiklabel, Platzierungen, Wochen, Auszeichnungen, Anmerkungen) | Anmerkungen                                                                          |
| Jahr | Titel Musiklabel                                   | DE | AT | CH | UK | US | Anmerkungen                                                                          |
| ---- | -------------------------------------------------- | --- | --- | --- | --- | --- | ------------------------------------------------------------------------------------ |
| 2006 | At the Apollo Domino Records (EMI)                 | — | — | — | — | — | Erstveröffentlichung: 3. November 2008 nur zusammen mit gleichnamiger DVD erschienen |
| 2020 | Live at the Royal Albert Hall Domino Records (EMI) | DE50 (1 Wo.)DE | AT31 (1 Wo.)AT | CH40 (1 Wo.)CH | UK3 (4 Wo.)UK | US151 (1 Wo.)US | Erstveröffentlichung: 4. Dezember 2020                                               |

### Kompilationen
| Jahr | Titel Musiklabel                    | Anmerkungen                                                        |
| ---- | ----------------------------------- | ------------------------------------------------------------------ |
| 2004 | Beneath the Boardwalk Eigenvertrieb | Erstveröffentlichung: 2004 inoffizielle Sammlung an Demo-Aufnahmen |

### EPs
| Jahr | Titel Musiklabel                                      | Höchstplatzierung, Gesamtwochen, AuszeichnungChartplatzierungen (Jahr, Titel, Musiklabel, Platzierungen, Wochen, Auszeichnungen, Anmerkungen) | Höchstplatzierung, Gesamtwochen, AuszeichnungChartplatzierungen (Jahr, Titel, Musiklabel, Platzierungen, Wochen, Auszeichnungen, Anmerkungen) | Höchstplatzierung, Gesamtwochen, AuszeichnungChartplatzierungen (Jahr, Titel, Musiklabel, Platzierungen, Wochen, Auszeichnungen, Anmerkungen) | Höchstplatzierung, Gesamtwochen, AuszeichnungChartplatzierungen (Jahr, Titel, Musiklabel, Platzierungen, Wochen, Auszeichnungen, Anmerkungen) | Höchstplatzierung, Gesamtwochen, AuszeichnungChartplatzierungen (Jahr, Titel, Musiklabel, Platzierungen, Wochen, Auszeichnungen, Anmerkungen) | Anmerkungen                          |
| Jahr | Titel Musiklabel                                      | DE | AT | CH | UK | US | Anmerkungen                          |
| ---- | ----------------------------------------------------- | --- | --- | --- | --- | --- | ------------------------------------ |
| 2005 | Five Minutes with Arctic Monkeys Domino Records (EMI) | — | — | — | — | — | Erstveröffentlichung: 30. Mai 2005   |
| 2006 | Who the Fuck Are Arctic Monkeys? Domino Records (EMI) | DE79 (6 Wo.)DE | — | — | — | — | Erstveröffentlichung: 24. April 2006 |
| 2011 | iTunes Live: London Festival ’11 Domino Records (EMI) | — | — | — | — | — | Erstveröffentlichung: 22. Juli 2011  |

## Singles
| Jahr | Titel Musiklabel                                                                    | Höchstplatzierung, Gesamtwochen, AuszeichnungChartplatzierungen (Jahr, Titel, Musiklabel, Platzierungen, Wochen, Auszeichnungen, Anmerkungen) | Höchstplatzierung, Gesamtwochen, AuszeichnungChartplatzierungen (Jahr, Titel, Musiklabel, Platzierungen, Wochen, Auszeichnungen, Anmerkungen) | Höchstplatzierung, Gesamtwochen, AuszeichnungChartplatzierungen (Jahr, Titel, Musiklabel, Platzierungen, Wochen, Auszeichnungen, Anmerkungen) | Höchstplatzierung, Gesamtwochen, AuszeichnungChartplatzierungen (Jahr, Titel, Musiklabel, Platzierungen, Wochen, Auszeichnungen, Anmerkungen) | Höchstplatzierung, Gesamtwochen, AuszeichnungChartplatzierungen (Jahr, Titel, Musiklabel, Platzierungen, Wochen, Auszeichnungen, Anmerkungen) | Anmerkungen                                                                                |
| Jahr | Titel Musiklabel                                                                    | DE | AT | CH | UK | US | Anmerkungen                                                                                |
| --- | ----------------------------------------------------------------------------------- | --- | --- | --- | --- | --- | ------------------------------------------------------------------------------------------ |
| 2005 | I Bet You Look Good on the Dancefloor Whatever People Say I Am, That’s What I’m Not | — | — | — | UK1 ×4Vierfachplatin · (38 Wo.)UK | US— PlatinUS | Erstveröffentlichung: 17. Oktober 2005 Verkäufe: + 3.590.000                               |
| 2006 | When the Sun Goes Down Whatever People Say I Am, That’s What I’m Not                | DE89 (1 Wo.)DE | — | — | UK1 ×3Dreifachplatin · (17 Wo.)UK | US— GoldUS | Erstveröffentlichung: 16. Januar 2006 Verkäufe: + 2.415.000                                |
| 2006 | Leave Before the Lights Come On –                                                   | — | — | — | UK4 Silber · (10 Wo.)UK | — | Erstveröffentlichung: 14. August 2006 Verkäufe: + 200.000                                  |
| 2007 | Brianstorm Favourite Worst Nightmare                                                | DE64 (3 Wo.)DE | — | CH73 (2 Wo.)CH | UK2 Platin · (13 Wo.)UK | — | Erstveröffentlichung: 2. April 2007 Verkäufe: + 600.000                                    |
| 2007 | Fluorescent Adolescent Favourite Worst Nightmare                                    | DE86 (3 Wo.)DE | — | — | UK5 ×4Vierfachplatin · (30 Wo.)UK | — | Erstveröffentlichung: 4. Juli 2007 Verkäufe: + 2.675.000                                   |
| 2007 | 505 Favourite Worst Nightmare                                                       | — | — | — | UK73 ×3Dreifachplatin · (12 Wo.)UK | — | Erstveröffentlichung: 4. Juli 2007 Verkäufe: + 2.170.000                                   |
| 2007 | Teddy Picker Favourite Worst Nightmare                                              | — | — | — | UK20 Platin · (9 Wo.)UK | — | Erstveröffentlichung: 3. Dezember 2007 Verkäufe: + 600.000                                 |
| 2009 | Crying Lightning Humbug                                                             | — | AT70 (1 Wo.)AT | — | UK12 Platin · (10 Wo.)UK | — | Erstveröffentlichung: 6. Juli 2009 Verkäufe: + 640.000                                     |
| 2009 | Cornerstone Humbug                                                                  | — | — | — | UK94 Gold · (1 Wo.)UK | — | Erstveröffentlichung: 16. November 2009 Verkäufe: + 400.000                                |
| 2010 | My Propeller Humbug                                                                 | — | — | — | UK90 Silber · (1 Wo.)UK | — | Erstveröffentlichung: 22. März 2010 Verkäufe: + 200.000                                    |
| 2011 | Don’t Sit Down ’Cause I’ve Moved Your Chair Suck It and See                         | — | — | — | UK28 Gold · (12 Wo.)UK | — | Erstveröffentlichung: 12. April 2011 Verkäufe: + 400.000                                   |
| 2011 | The Hellcat Spangled Shalalala Suck It and See                                      | — | — | — | — | — | Erstveröffentlichung: 15. August 2011                                                      |
| 2011 | Suck It and See                                                                     | — | — | — | UK— SilberUK | — | Erstveröffentlichung: 31. Oktober 2011 Verkäufe: + 200.000                                 |
| 2012 | Black Treacle Suck It and See                                                       | — | — | — | UK— SilberUK | — | Erstveröffentlichung: 23. Januar 2012 Verkäufe: + 200.000                                  |
| 2012 | R U Mine? AM                                                                        | — | — | — | UK23 ×3Dreifachplatin · (15 Wo.)UK | US— ×3DreifachplatinUS | Erstveröffentlichung: 27. Februar 2012 Verkäufe: + 5.340.000                               |
| 2013 | Do I Wanna Know? AM                                                                 | DE— GoldDE | — | CH66 (2 Wo.)CH | UK11 ×6Sechsfachplatin · (80 Wo.)UK | US70 ×7Siebenfachplatin · (20 Wo.)US | Erstveröffentlichung: 19. Juni 2013 Verkäufe: + 12.570.000                                 |
| 2013 | Why’d You Only Call Me When You’re High? AM                                         | — | — | — | UK8 ×4Vierfachplatin · (17 Wo.)UK | US— ×5FünffachplatinUS | Erstveröffentlichung: 12. August 2013 Verkäufe: + 8.475.000                                |
| 2013 | Stop the World, I Wanna Get Off with You AM                                         | — | — | — | UK74 (1 Wo.)UK | — | Erstveröffentlichung: 2. September 2013                                                    |
| 2013 | One for the Road AM                                                                 | — | — | — | UK— GoldUK | US— GoldUS | Erstveröffentlichung: 9. Dezember 2013 Verkäufe: + 940.000                                 |
| 2014 | Arabella AM                                                                         | — | — | — | UK70 ×2Doppelplatin · (3 Wo.)UK | US— PlatinUS | Erstveröffentlichung: 10. März 2014 Verkäufe: + 2.375.000                                  |
| 2014 | Snap Out of It AM                                                                   | — | — | — | UK82 ×2Doppelplatin · (1 Wo.)UK | US— PlatinUS | Erstveröffentlichung: 9. Juni 2014 Verkäufe: + 2.415.000                                   |
| 2018 | Four Out of Five Tranquility Base Hotel & Casino                                    | — | — | — | UK18 Silber · (4 Wo.)UK | — | Erstveröffentlichung: 13. Mai 2018 Verkäufe: + 200.000                                     |
| 2018 | Tranquility Base Hotel & Casino                                                     | — | — | — | UK— SilberUK | — | Erstveröffentlichung: 23. Juli 2018 Verkäufe: + 200.000                                    |
| 2022 | There’d Better Be a Mirrorball The Car                                              | — | — | — | UK25 Silber · (8 Wo.)UK | — | Erstveröffentlichung: 29. August 2022 Verkäufe: + 200.000                                  |
| 2022 | Body Paint The Car                                                                  | — | — | — | UK22 Silber · (6 Wo.)UK | — | Erstveröffentlichung: 29. September 2022 Verkäufe: + 200.000                               |
| Folgende Lieder erschienen nicht als Single, wurden aber durch das Album zum Download und Streaming bereitgestellt und konnten somit eine Platzierung erlangen: |                                                                                     | | | | | |                                                                                            |
| |                                                                                     | | | | | |                                                                                            |
| 2007 | Temptation Greets You Like Your Naughty Friend Brianstorm                           | — | — | — | UK77 (2 Wo.)UK | — | Charteinstieg: 28. April 2007 feat. Dizzee Rascal                                          |
| 2009 | Sketchead Cornerstone                                                               | — | — | — | UK80 (1 Wo.)UK | — | Charteinstieg: 5. September 2009                                                           |
| 2012 | Come Together Isles of Wonder                                                       | — | — | — | UK21 (3 Wo.)UK | — | Charteinstieg: 4. August 2012                                                              |
| 2018 | Star Treatment Tranquility Base Hotel & Casino                                      | — | — | — | UK23 Silber · (2 Wo.)UK | — | Charteinstieg: 24. Mai 2018 Verkäufe: + 200.000                                            |
| 2018 | One Point Perspective Tranquility Base Hotel & Casino                               | — | — | — | UK26 (2 Wo.)UK | — | Charteinstieg: 24. Mai 2018                                                                |
| 2022 | I Wanna Be Yours AM                                                                 | DE— aDE | — | CH93 (1 Wo.)CH | UK99 ×2Doppelplatin · (1 Wo.)UK | US— ×4VierfachplatinUS | Charteinstieg UK: 27. Oktober 2022 Charteinstieg CH: 14. Januar 2024 Verkäufe: + 6.240.000 |
| 2022 | I Ain’t Quite Where I Think I Am The Car                                            | — | — | — | UK23 (2 Wo.)UK | — | Charteinstieg: 3. November 2022                                                            |

## Videoalben und Musikvideos

### Videoalben
| Jahr | Titel Musiklabel                   | Höchstplatzierung, Gesamtwochen, AuszeichnungChartplatzierungen (Jahr, Titel, Musiklabel, Platzierungen, Wochen, Auszeichnungen, Anmerkungen) | Höchstplatzierung, Gesamtwochen, AuszeichnungChartplatzierungen (Jahr, Titel, Musiklabel, Platzierungen, Wochen, Auszeichnungen, Anmerkungen) | Höchstplatzierung, Gesamtwochen, AuszeichnungChartplatzierungen (Jahr, Titel, Musiklabel, Platzierungen, Wochen, Auszeichnungen, Anmerkungen) | Höchstplatzierung, Gesamtwochen, AuszeichnungChartplatzierungen (Jahr, Titel, Musiklabel, Platzierungen, Wochen, Auszeichnungen, Anmerkungen) | Höchstplatzierung, Gesamtwochen, AuszeichnungChartplatzierungen (Jahr, Titel, Musiklabel, Platzierungen, Wochen, Auszeichnungen, Anmerkungen) | Anmerkungen                                               |
| Jahr | Titel Musiklabel                   | DE | AT | CH | UK | US | Anmerkungen                                               |
| ---- | ---------------------------------- | --- | --- | --- | --- | --- | --------------------------------------------------------- |
| 2006 | Scummy Man Domino Records (EMI)    | — | — | — | — | — | Erstveröffentlichung: 10. April 2006                      |
| 2008 | At the Apollo Domino Records (EMI) | — | — | — | UK3 Gold · (28 Wo.)UK | — | Erstveröffentlichung: 3. November 2008 Verkäufe: + 25.000 |

### Musikvideos
| Jahr | Titel                                       | Regie                          |
| ---- | ------------------------------------------- | ------------------------------ |
| 2005 | Fake Tales of San Francisco                 | Chris Commons & Mark Bull      |
| 2005 | I Bet You Look Good on the Dancefloor       | Huse Monfaradi                 |
| 2006 | When the Sun Goes Down                      | Paul Fraser                    |
| 2006 | The View from the Afternoon                 | Wiz                            |
| 2006 | Leave Before the Lights Come On             | John Hardwick                  |
| 2007 | Brianstorm                                  | Huse Monfaradi                 |
| 2007 | Fluorescent Adolescent                      | Richard Ayoade                 |
| 2007 | Teddy Picker                                | Roman Coppola                  |
| 2009 | Crying Lightning                            | Richard Ayoade                 |
| 2009 | Cornerstone                                 | Richard Ayoade                 |
| 2010 | My Propeller                                | Will Lovelace & Dylan Southern |
| 2011 | Brick by Brick                              | Focus Creeps                   |
| 2011 | Don’t Sit Down ’Cause I’ve Moved Your Chair | Focus Creeps                   |
| 2011 | The Hellcat Spangled Shalalala              | Focus Creeps                   |
| 2011 | Suck It and See                             | Focus Creeps                   |
| 2011 | Evil Twin                                   | Focus Creeps                   |
| 2012 | Black Treacle                               | Focus Creeps                   |
| 2012 | You and I                                   | Focus Creeps                   |
| 2012 | R U Mine?                                   | Focus Creeps                   |
| 2013 | Do I Wanna Know?                            | David Wilson                   |
| 2013 | Why’d You Only Call Me When You’re High?    | Nabil Elderkin                 |
| 2013 | One for the Road                            | Focus Creeps                   |
| 2014 | Arabella                                    | Jake Nava                      |
| 2014 | Snap Out of It                              | Focus Creeps                   |

## Statistik

### Chartauswertung
|                     | DE    | AT    | CH    | UK    | US    |
| ------------------- | ----- | ----- | ----- | ----- | ----- |
| Nummer-eins-Alben   | DE—DE | AT—AT | CH1CH | UK6UK | US—US |
| Top-10-Alben        | DE6DE | AT5AT | CH6CH | UK8UK | US4US |
| Alben in den Charts | DE9DE | AT8AT | CH8CH | UK8UK | US7US |

|                       | DE    | AT    | CH    | UK     | US    |
| --------------------- | ----- | ----- | ----- | ------ | ----- |
| Nummer-eins-Singles   | DE—DE | AT—AT | CH—CH | UK2UK  | US—US |
| Top-10-Singles        | DE—DE | AT—AT | CH—CH | UK6UK  | US—US |
| Singles in den Charts | DE3DE | AT1AT | CH3CH | UK25UK | US1US |

|                          | DE    | AT    | CH    | UK    | US    |
| ------------------------ | ----- | ----- | ----- | ----- | ----- |
| Nummer-eins-Videoalben   | DE—DE | AT—AT | CH—CH | UK—UK | US—US |
| Top-10-Videoalben        | DE—DE | AT—AT | CH—CH | UK1UK | US—US |
| Videoalben in den Charts | DE—DE | AT—AT | CH—CH | UK1UK | US—US |

### Auszeichnungen für Musikverkäufe
| Land/RegionAuszeichnungen für Musikverkäufe (Land/Region, Auszeichnungen, Verkäufe, Quellen) | Silber       | Gold       | Platin         | Diamant     | Verkäufe    | Quellen              |
| -------------------------------------------------------------------------------------------- | ------------ | ---------- | -------------- | ----------- | ----------- | -------------------- |
| Australien (ARIA)                                                                            | —            | 2× Gold2   | 4× Platin4     | —           | 350.000     | aria.com.au          |
| Belgien (BRMA)                                                                               | —            | 2× Gold2   | —              | —           | 35.000      | ultratop.be          |
| Dänemark (IFPI)                                                                              | —            | 3× Gold3   | 14× Platin14   | —           | 835.000     | ifpi.dk              |
| Deutschland (BVMI)                                                                           | —            | Gold1      | —              | —           | 150.000     | musikindustrie.de    |
| Europa (IFPI)                                                                                | —            | —          | Platin1        | —           | (1.000.000) | ifpi.org             |
| Europa (Impala)                                                                              | —            | —          | 4× Platin4     | 2× Diamant2 | (2.100.000) | Einzelnachweise      |
| Frankreich (SNEP)                                                                            | —            | —          | Platin1        | —           | 100.000     | snepmusique.com      |
| Griechenland (IFPI)                                                                          | —            | 3× Gold3   | 11× Platin11   | Diamant1    | 350.000     | Einzelnachweise      |
| Irland (IRMA)                                                                                | —            | —          | Platin1        | —           | 15.000      | irishcharts.ie       |
| Italien (FIMI)                                                                               | —            | 4× Gold4   | 12× Platin12   | —           | 970.000     | fimi.it              |
| Japan (RIAJ)                                                                                 | —            | 2× Gold2   | —              | —           | 200.000     | riaj.or.jp           |
| Kanada (MC)                                                                                  | —            | 7× Gold7   | 25× Platin25   | Diamant1    | 3.100.000   | musiccanada.com      |
| Mexiko (AMPROFON)                                                                            | —            | Gold1      | 6× Platin6     | —           | 390.000     | amprofon.com.mx      |
| Neuseeland (RMNZ)                                                                            | —            | —          | 31× Platin31   | —           | 765.000     | radioscope.co.nz NZ2 |
| Niederlande (NVPI)                                                                           | —            | —          | Platin1        | —           | 40.000      | nvpi.nl              |
| Norwegen (IFPI)                                                                              | —            | Gold1      | —              | —           | 15.000      | ifpi.no              |
| Polen (ZPAV)                                                                                 | —            | —          | Platin1        | —           | 20.000      | olis.pl              |
| Portugal (AFP)                                                                               | —            | Gold1      | 17× Platin17   | —           | 177.500     | Einzelnachweise      |
| Spanien (Promusicae)                                                                         | —            | 6× Gold6   | 8× Platin8     | —           | 660.000     | elportaldemusica.es  |
| Vereinigte Staaten (RIAA)                                                                    | —            | 4× Gold4   | 29× Platin29   | —           | 31.000.000  | riaa.com             |
| Vereinigtes Königreich (BPI)                                                                 | 23× Silber23 | 11× Gold11 | 62× Platin62   | —           | 39.968.000  | bpi.co.uk            |
| Insgesamt                                                                                    | 23× Silber23 | 47× Gold47 | 229× Platin229 | 4× Diamant4 |             |                      |